# Escándalo de corrupción en la UNGRD (Colombia)
El escándalo de corrupción en la UNGRD es un caso de corrupción política en Colombia que involucra a la Unidad Nacional para la Gestión del Riesgo de Desastres (UNGRD) durante el gobierno del presidente Gustavo Petro. El caso salió a la luz pública en febrero de 2024, cuando se reveló que unos carrotanques adquiridos por la UNGRD para llevar agua a La Guajira no estaban cumpliendo su función.
Las investigaciones judiciales han revelado un presunto esquema de corrupción en el que se habrían desviado recursos públicos para pagar sobornos a congresistas a cambio de su apoyo a las reformas sociales del gobierno. El caso ha implicado a altos funcionarios del gobierno y a los entonces presidentes del Senado y la Cámara de Representantes, convirtiéndose en uno de los mayores escándalos de corrupción durante la administración Petro.

## Antecedentes
La Unidad Nacional para la Gestión del Riesgo de Desastres (UNGRD) es una entidad del Estado colombiano encargada de dirigir, orientar y coordinar la gestión del riesgo de desastres en el país, atendiendo políticas de desarrollo sostenible y coordinando el funcionamiento del Sistema Nacional para la Gestión del Riesgo de Desastres.
Durante el gobierno del presidente Gustavo Petro, la UNGRD recibió importantes transferencias de recursos desde el Ministerio de Hacienda. En septiembre y diciembre de 2023, se realizaron dos transferencias de 700.000 millones de pesos cada una (aproximadamente 1.400.000 millones de pesos en total).

## Cronología del escándalo

### 2023: Presuntos sobornos y desvío de recursos
Según las investigaciones judiciales, en septiembre de 2023, Olmedo López, entonces director de la UNGRD, habría ordenado a Sneyder Pinilla, subdirector de la entidad, conseguir dinero para entregar a los congresistas Iván Name y Andrés Calle, entonces presidentes del Senado y la Cámara de Representantes, respectivamente.
En ese mismo mes, se habría producido una reunión en la Casa de Nariño donde Sandra Ortiz, consejera presidencial para las regiones, habría abordado a Olmedo López sobre "lo de Name" y le habría solicitado adicionar 11 mil millones a un contrato de la UNGRD en el departamento del Atlántico.
El 14 y 15 de octubre de 2023, según declaraciones de Sneyder Pinilla a la justicia, se habrían entregado dos maletas con 1.500 millones de pesos cada una (3.000 millones en total) al senador Iván Name. La primera entrega se habría realizado en el sector de Unicentro en Bogotá, y la segunda en el apartamento del senador.
En ese mismo mes, Pinilla habría viajado a Montería (Córdoba) para entregar 1.000 millones de pesos al representante Andrés Calle en su apartamento del edificio K62.
El 14 de diciembre de 2023, dos funcionarios de enlace y el ministro de Hacienda Ricardo Bonilla habrían contactado a los directivos de la UNGRD para gestionar con urgencia la contratación de tres proyectos específicos que sumaban 92.000 millones de pesos:
- Corrección del sistema de drenaje en Cotorra, Córdoba (50.000 millones)
- Obras de mitigación por erosión en El Salado, Carmen de Bolívar (12.000 millones)
- Obras para prevenir inundaciones en Saravena, Arauca (30.000 millones)[3]

Al día siguiente, en una reunión en las oficinas del Ministerio de Hacienda, Bonilla le habría dado instrucciones a Olmedo López de gestionar rápidamente esa contratación porque hacía parte "de un compromiso para cumplirles a los congresistas".

### 2024: Destape del escándalo y primeras consecuencias
En febrero de 2024, el escándalo salió a la luz pública cuando se reveló que unos costosos carrotanques pagados por la UNGRD y destinados a La Guajira no estaban suministrando agua.
El 28 de febrero de 2024, Laura Sarabia asumió como directora del Departamento Administrativo de la Presidencia (DAPRE) y pidió la renuncia al director de la UNGRD, indicándole que debía suspender toda contratación.
En diciembre de 2024, una jueza ordenó encarcelar a Sandra Ortiz por su rol en el escándalo. Durante la audiencia, Ortiz señaló sin pruebas a Laura Sarabia de organizar un complot en su contra.

### 2025: Avances judiciales
En abril de 2025, la Fiscalía imputó cargos a Carlos Ramón González, exdirector del DAPRE y exdirector del Departamento Nacional de Inteligencia (DNI), por los delitos de peculado por apropiación a favor de terceros, cohecho por dar u ofrecer y lavado de activos.
El 7 de mayo de 2025, la Corte Suprema de Justicia ordenó la captura de los congresistas Iván Name y Andrés Calle, expresidentes del Senado y la Cámara de Representantes.
En ese mismo mes, la Corte Suprema de Justicia abrió investigación preliminar contra la senadora del Pacto Histórico Martha Peralta.

## Implicados y estado jurídico

### Funcionarios de la UNGRD
- Olmedo López (exdirector de la UNGRD): Colaborador con la justicia, ha rendido declaraciones incriminatorias. Acusado de ordenar el desvío de recursos públicos para pagar sobornos a congresistas.[3]

- Sneyder Pinilla (exsubdirector de la UNGRD): Condenado tras aceptar cargos y colaborar con la justicia. Ejecutor material de la entrega de dineros a congresistas.[3]

### Altos funcionarios del Gobierno
- Carlos Ramón González (exdirector del DAPRE y exdirector del DNI): Imputado por peculado por apropiación a favor de terceros, cohecho por dar u ofrecer y lavado de activos. Acusado de dar la orden de usar dinero de la UNGRD para repartir coimas entre los presidentes de la Cámara y el Senado. Salió del país, se desconoce su paradero.[3]

- Ricardo Bonilla (exministro de Hacienda): Investigado, renunció a su cargo para enfrentar a la justicia. Presuntamente ejerció control sobre los recursos de la UNGRD y ordenó transferencias para financiar el esquema de corrupción.[3]

- Luis Fernando Velasco (exministro del Interior): Señalado pero aún no investigado formalmente. Presuntamente ordenó el pago de coimas.[3]

- Sandra Ortiz (exconsejera para las Regiones): Detenida, buscando preacuerdo con la Fiscalía. Acusada de recibir 3.000 millones de pesos en efectivo destinados a sobornar al entonces presidente del Senado.[1]

### Congresistas implicados
- Iván Name (expresidente del Senado): Detenido por orden de la Corte Suprema de Justicia, en juicio. Acusado de recibir 3.000 millones de pesos en dos entregas para apoyar reformas del gobierno. Parte del dinero habría sido destinado a la campaña de su hija María Clara Name al Concejo de Bogotá.[2]

- Andrés Calle (expresidente de la Cámara de Representantes): Detenido por orden de la Corte Suprema de Justicia, en juicio. Acusado de recibir 1.000 millones de pesos para apoyar reformas del gobierno. Parte del dinero habría sido destinado a las campañas de su hermano y su padre.[2]

- Martha Peralta (senadora del Pacto Histórico): Bajo investigación preliminar de la Corte Suprema de Justicia. Presuntamente gestionó reuniones para favorecer convenios en La Guajira con representantes de la empresa Inversiones IRL SAS.[3]

### Otros implicados
- María Alejandra Benavides (exfuncionaria del Ministerio de Hacienda): Colaboradora con la justicia. Confesó y salpicó a su exjefe Ricardo Bonilla.[3]

- Karina Manrique (representante a la Cámara por Arauca): Mencionada en testimonios, sin investigación formal conocida. Presuntamente visitó a Olmedo López para gestionar contratos en Arauca.[3]

- Otros 28 congresistas: La Fiscalía ha solicitado a la Corte Suprema investigarlos por un presunto esquema de corrupción en el Invías similar al de la UNGRD. Denunciados por María Alejandra Benavides.[3]

## Montos involucrados
Según las investigaciones y testimonios, los principales montos involucrados en el escándalo son:
- 4.000 millones de pesos entregados a los congresistas Name y Calle.[2]
- 1.400.000 millones de pesos transferidos del Ministerio de Hacienda a la UNGRD (en dos transferencias de 700.000 millones cada una).[3]
- 92.000 millones de pesos en contratos irregulares para tres proyectos específicos.[3]
- 380.000 millones de pesos comprometidos para comprar congresistas, según declaraciones de Olmedo López.[3]

## Posible conexión con el ELN
Según declaraciones de Olmedo López, uno de los contratos gestionados por Bonilla era para Saravena, Arauca, el mayor bastión de control territorial del Ejército de Liberación Nacional (ELN), y municipio del que hace parte la circunscripción de la representante Karina Manrique, de una curul de Paz, y también integrante de la Comisión de Crédito Público.
López declaró que, aunque no le constaba, creía que ese contrato era para garantizar financiación del ELN: "Es que ellos (ELN) emitieron un comunicado hace unos meses: volvemos a los secuestros porque no nos han garantizado la manutención de los hombres mientras hablamos de paz. ¿y cómo lo iban a garantizar? pues con contratos".
Esta conexión no ha sido probada judicialmente.

## Impacto político
El escándalo ha sido descrito como "el escándalo de corrupción más ruidoso en el Gobierno de Gustavo Petro" y ha afectado a las presidencias de ambas cámaras del Congreso durante el período 2023-2024.
Las investigaciones han salpicado a funcionarios de alto nivel del gobierno, incluyendo ministros y directores de departamentos administrativos, así como a congresistas de diferentes partidos políticos.
El caso ha tenido un impacto significativo en la opinión pública y ha generado debates sobre la transparencia y la lucha contra la corrupción en Colombia.